# كلاوديو كاستيلا رويز
كلاوديو كاستيلا رويز (بالإسبانية: Claudio Castilla)‏ هو فارس ‏ إسباني، ولد في 30 مايو 1983.

## وصلات خارجية
- كلاوديو كاستيلا رويز على موقع الاتحاد الدولي للفروسية (الإنجليزية)
- كلاوديو كاستيلا رويز على موقع FEI (رابط بديل) (الإنجليزية)
- كلاوديو كاستيلا رويز على موقع أوليمبيديا (الإنجليزية)
- كلاوديو كاستيلا رويز على موقع أوليمبيديا (الإنجليزية)